# Inder in Deutschland
Die Gemeinschaft der Inder in Deutschland umfasst die ausgewanderten indischen Staatsbürger in Deutschland sowie deutsche Staatsbürger indischer Herkunft oder Abstammung. Im Jahr 2024 lebten rund 277.500 indische Staatsbürger in Deutschland.

## Geschichte

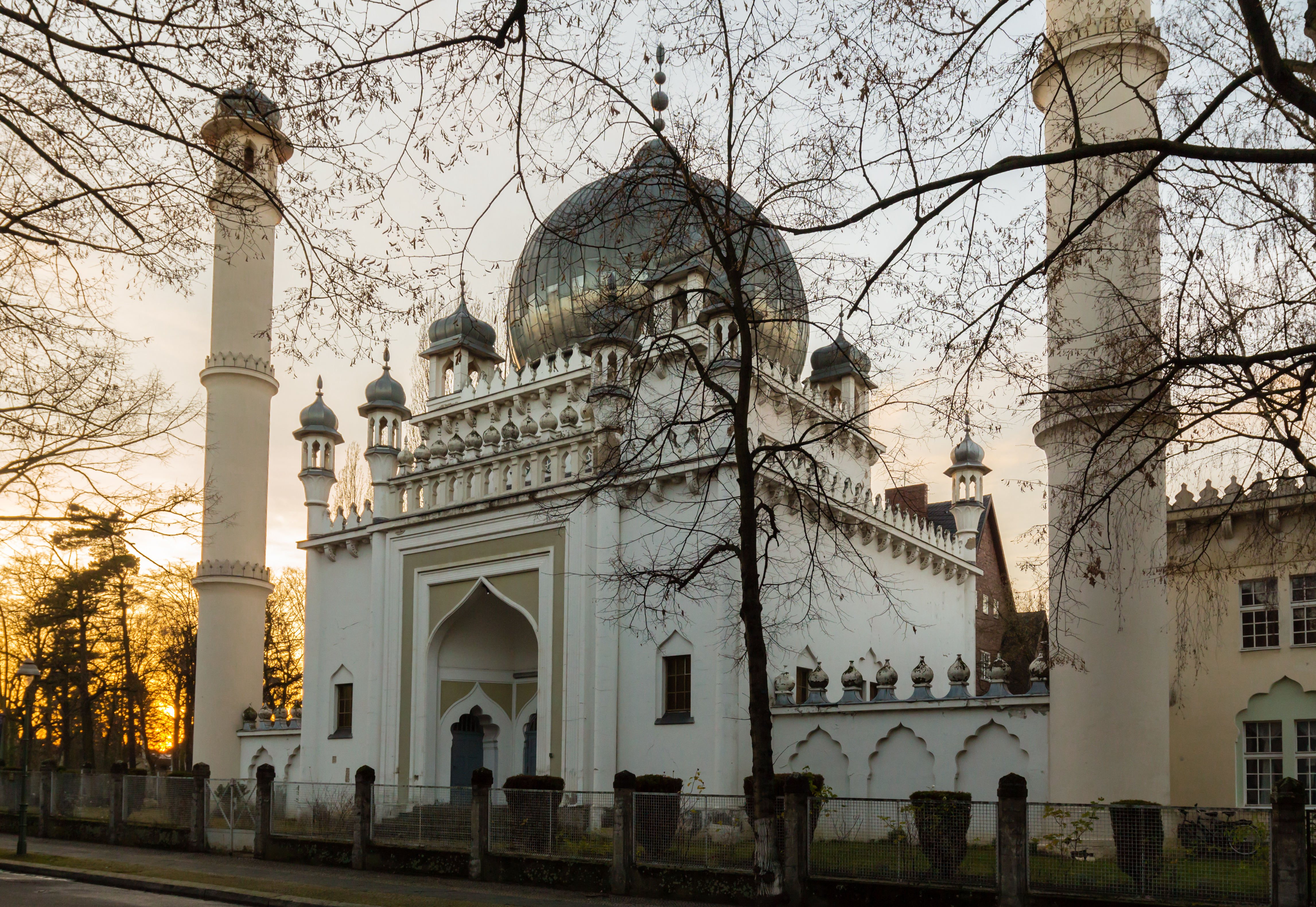
Die älteste Moschee Deutschlands ist dem Taj Mahal nachempfunden

Während des Ersten Weltkriegs gerieten mehrere Hundert Inder aus den Verbänden der Britisch-Indische Armee, die an der Schlacht von Neuve-Chapelle beteiligt waren, als Kriegsgefangene ins Halbmondlager, in dem neben überwiegend Muslimen auch Hindus und Sikhs untergebracht waren. Im Zehrensdorf Indian Cemetery haben 206 indische Soldaten ihre letzte Ruhestätte gefunden. Anfang der 1920er Jahre wurden erste Bemühungen von aus Britisch-Indien stammenden Muslimen unternommen, um eine eigene Moschee in Berlin zu errichten. Am 27. April 1922 wurde unter der Leitung des aus Indien stammenden Professors Abdul Jabbar-Kheiris eine islamische Gemeinde in Berlin gegründet, der Muslime aus 41 Nationen angehörten. Die Moscheepläne konnten jedoch nicht realisiert werden. Von der in Britisch-Indien gegründeten Ahmadiyya-Bewegung wurde von der Ahmadiyya Muslim Jamaat der Imam Mubarik Ali entsandt, der zwar am 7. August 1923 den Grundstein zum ersten Moscheebau legte, jedoch aufgrund fehlender finanzieller Mittel kurze Zeit später wieder einstellte. Schließlich gelang es der Lahore-Ahmadiyya-Bewegung durch den indischen Missionar Sadr ud-Din die Wilmersdorfer Moschee zu errichten, die der Mogul-Architektur des Mausoleums Taj Mahal nachempfunden ist.
Zeitgleich kamen in den 1920er Jahren indische Studenten und Freiheitskämpfer nach Deutschland, da es außerhalb des Britischen Weltreiches lag und weil sie Teil von internationalen sozialistischen Netzwerken waren.

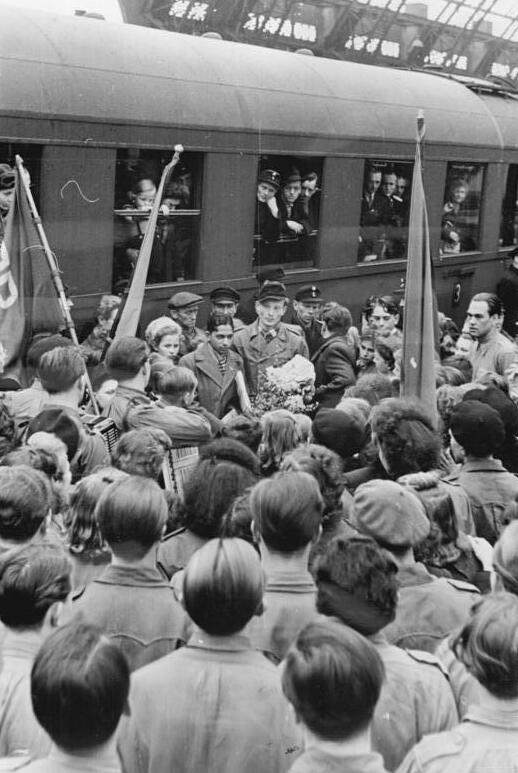
Die ersten indischen International Students kommen in die damalige DDR-Stadt Dresden an die Einschreibung an der Technischen Universität Dresden im Jahr 1951

In den 1950er und 1960er Jahren kamen zahlreiche indische Männer zum Studium nach Deutschland, die meisten von ihnen im Ingenieurwesen. Einige von ihnen kehrten nach Indien zurück, die meisten von ihnen blieben in Deutschland, um zu arbeiten. In den späten 1960er Jahren wurden viele katholische Malayali-Frauen aus Kerala durch die deutschen katholischen Institutionen nach Deutschland geholt. Sie arbeiteten zumeist als Krankenschwestern in Krankenhäusern.
Anfang des neuen Jahrtausends wurde von der damaligen rot-grünen Regierung die deutsche Green Card für IT-Spezialisten eingeführt, die rund 20.000 Inder nach Deutschland brachte, vor allem Männer. Nach einer 2001 erstellten Statistik betrug der Frauenanteil 7,8 Prozent. In der Regel verfügen die auf diese Weise ins Land gekommenen Inder über geringe Deutschkenntnisse und die Kommunikation mit Kollegen findet meist in englischer Sprache statt. In der politischen Diskussion um die Einführung der Green Card entstand das Schlagwort Kinder statt Inder, das auf Wahlkampf-Äußerungen des damaligen nordrhein-westfälischen CDU-Landeschefs Jürgen Rüttgers zurückging, die besagten, dass eine Förderung des deutschen Nachwuchses im IT-Bereich dem Anwerben von Fachkräften aus dem Ausland vorzuziehen sei. Die Parole wurde vielfach als ausländerfeindlich kritisiert und später nur noch von rechtsextremen Parteien verwendet.
Heute sind viele Inder in Deutschland in akademischen Berufen tätig, zum Beispiel als Ärzte, Ingenieure, Professoren oder Software-Entwickler. Weitere Personen sind häufig im Dienstleistungssektor beschäftigt, vor allem in der Gastronomie.
Drei in Deutschland lebende Inder wurden bisher mit dem höchsten indischen Staatspreis für Verdienste im Ausland, dem Pravasi Bharatiya Samman, gewürdigt. Das sind der Dichter Alokeranjan Dasgupta (2005), der bis 1994 Gastprofessor am Südasien-Institut der Universität Heidelberg war, Sibabrata Roy (2007), Präsident der Deutsch-Indischen Gesellschaft in Hamburg, sowie Professor Victor Shahed Smetacek (2012) vom Alfred-Wegener-Institut.
Ende 2022 wurde bei einem Besuch der deutschen Außenministerin in Indien ein Migrations- und Mobilitätsabkommen unterzeichnet, das die Einreise von Indern nach Deutschland erleichtert, um in Deutschland zu arbeiten, zu studieren oder eine Ausbildung zu beginnen. Die Wartezeiten und der bürokratische Aufwand für Visaanträge wurden verringert.

## Demografische Entwicklung

Regionale Verteilung der indischen Staatsbürger 2022

Anfang 2000 gab es fast 40.000 indische Staatsbürger in Deutschland und ebenso viele Personen indischer Herkunft, die die deutsche Staatsbürgerschaft besaßen. Die insgesamt rund 80.000 Personen mit indischem Migrationshintergrund waren größtenteils Hindus, Jainas und Sikhs, daneben gab es auch atheistische, christliche und muslimische Gruppen. Sie sprachen als Muttersprache eine der vielen Sprachen Indiens, daneben beherrschten viele die englische und auch die deutsche Sprache. Gemäß dem Statistischen Bundesamt lebten 2010 48.280 Inder in Deutschland.
Zwischen 2014 und 2019 hat sich die Zahl der in Indien geborenen und in Deutschland lebenden Akademiker mehr als verdoppelt. Viele der Inder in Deutschland leben in großen Städten und arbeiten im IT-Bereich. Im Jahr 2019 hatten 63,9 % der nicht mehr in Ausbildung befindlichen, aus Indien zugewanderten Personen einen akademischen Bildungsabschluss. Dass es sich bei den meisten in Deutschland lebenden Inder um hochqualifizierte Fachkräfte handelt, zeigt auch der monatliche Medianlohn. 2020 betrug dieser bei einer Vollzeitbeschäftigung 4824 Euro brutto im Monat und liegt damit fast 1300 Euro höher als Deutsche im Mittel verdienen.
Im Jahr 2021 war die Anzahl indischer Staatsbürger in Deutschland laut Ausländerzentralregister auf 171.920 Personen angestiegen. Damit hat sich diese Anzahl innerhalb von 10 Jahren mehr als verdreifacht. Für Berlin war Indien 2021 das wichtigste Herkunftsland für Zuwanderung. Ein möglicher Grund dafür ist die niedrige sprachliche Barriere, da Englisch im Zentrum Berlins alltäglich ist.
Ende 2024 lebten rund 277.500 mit indischer Staatsbürgerschaft in Deutschland. Die Anzahl hat sich damit in den letzten 5 Jahren verdoppelt, so dass es derzeit ein exponentielles Wachstum gibt. Die Städte mit den zahlenmäßig stärksten indischen Bevölkerungsgruppen waren 2024:
1. Berlin (33.260 Personen = 12 % der indischen Gemeinschaft in Deutschland)
2. München (18.775 Personen = 6,8 %)
3. Frankfurt am Main (11.695 Personen = 4,2 %)
4. Hamburg (9.125 Personen = 3,3 %)
5. Düsseldorf (6.835 Personen = 2,5 %)

## Öffentliche Einrichtungen, Bildung und Kultur

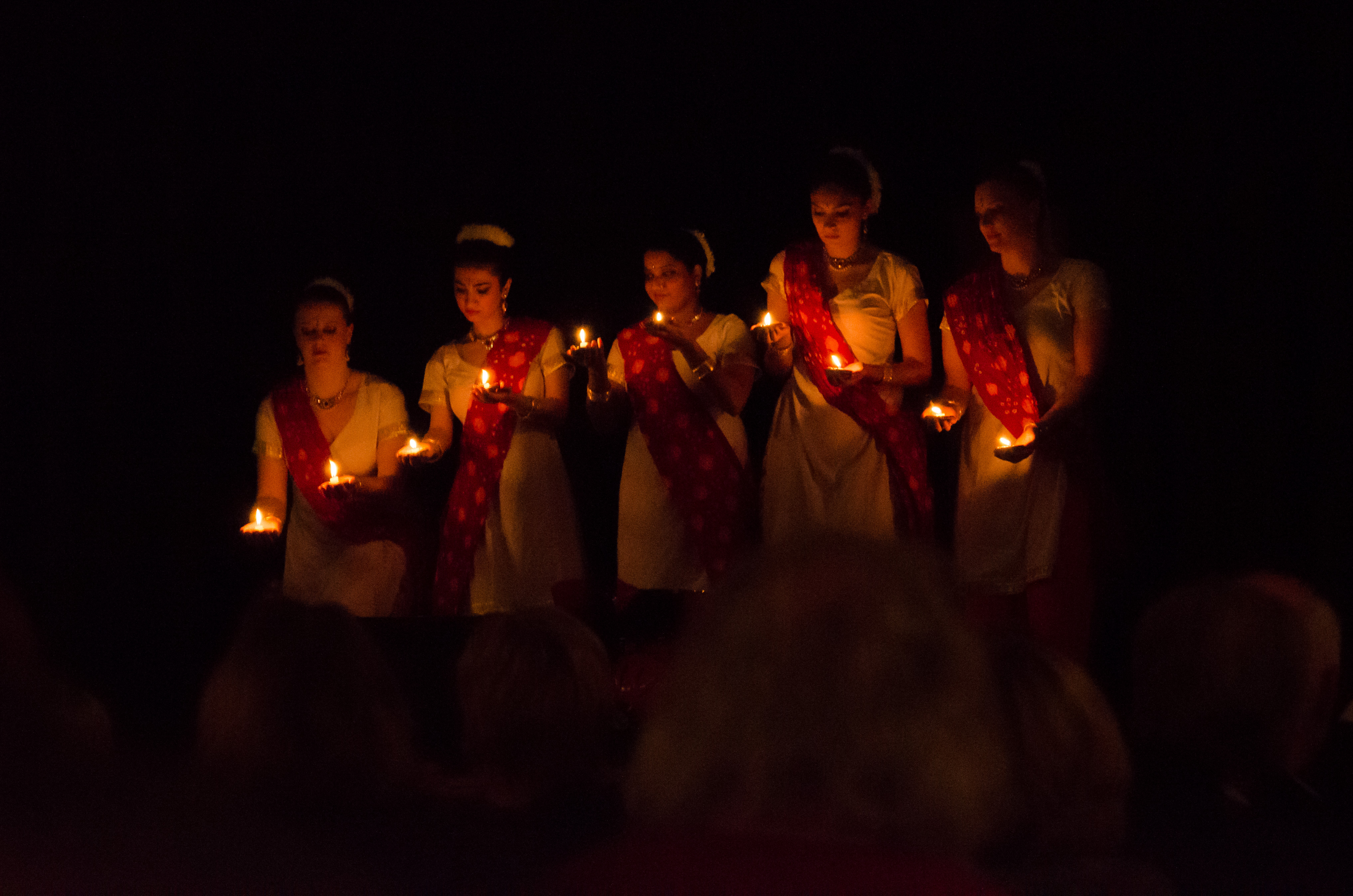
Diwali Lichterfest in Hamburg 2013

Seit 1984 erscheint dreimal jährlich die Zeitschrift Meine Welt. Sie soll ein Forum des Austauschs bieten zwischen Migranten aus Indien und ihren deutschen Freunden. Herausgeber ist der Verein Deutsch-Indische Zusammenarbeit e. V. mit Sitz in Frankfurt am Main.
In Stuttgart findet seit 2004 jährlich das Indische Filmfestival statt.
Der indische Kulturverein Deutsch-Indische Gesellschaft unterstützt und koordiniert die Aktivitäten seiner rund 3500 Mitglieder, die sich auf 34 Zweiggesellschaften verteilen. Diese liegen in Aachen, Bad Wiessee, Berlin, Bochum, Bonn/Köln, Darmstadt/Frankfurt, Düsseldorf, Essen, Freiburg im Breisgau, Hagen, Hamburg, Hannover, Heidelberg, Hinterzarten, Karlsruhe, Kassel, Kiel, Lübeck, Mainz, Münster, Nürnberg, Remscheid, Schwäbisch Hall, Stuttgart, Winsen.

## Religion

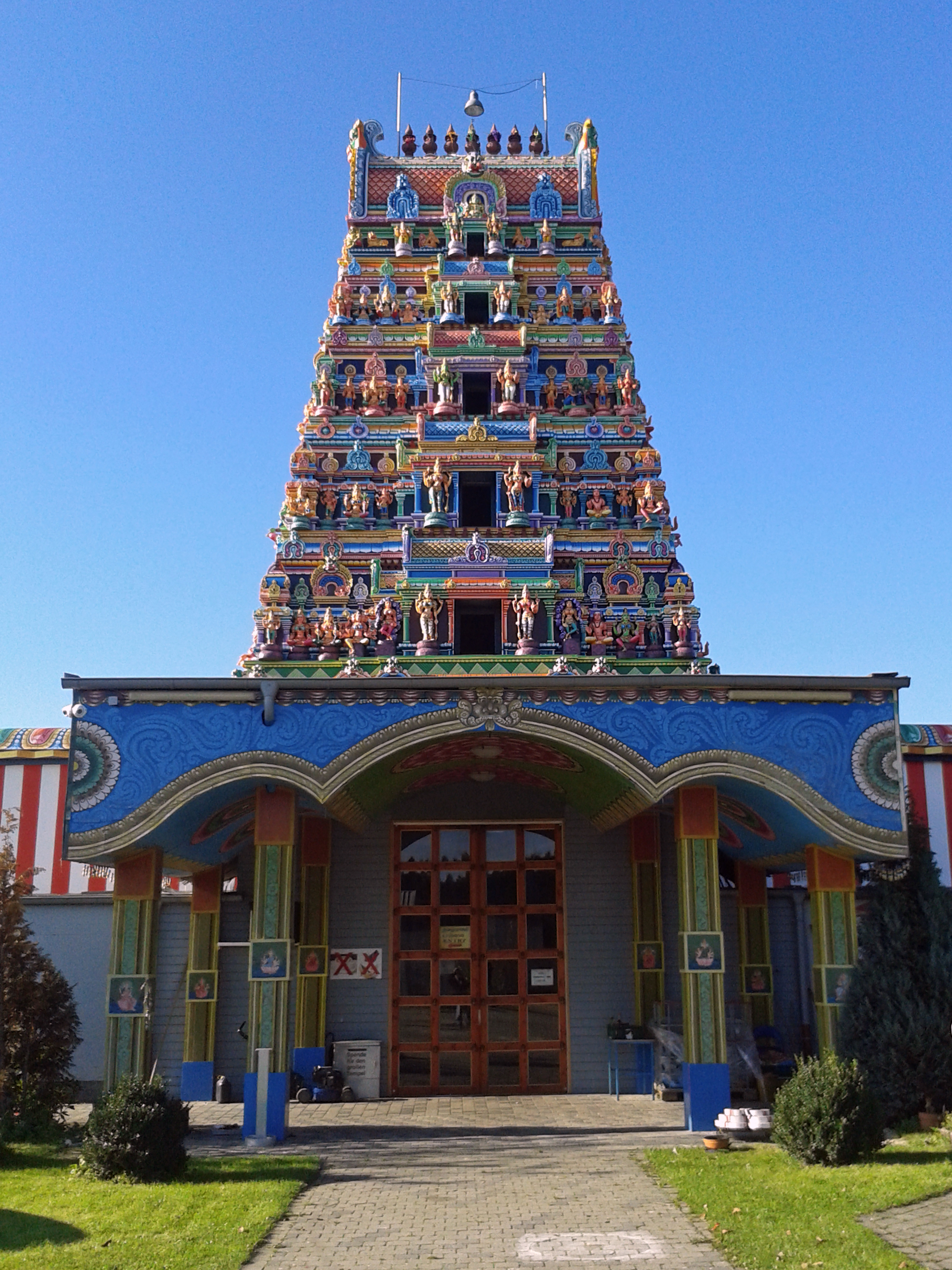
Sri-Kamadchi-Ampal-Tempel in Hamm

Die in Deutschland lebenden Inder sind überwiegend hinduistischen Glaubens. Der Sri-Kamadchi-Ampal-Tempel in Hamm wird als das Zentrum des Hinduismus in Deutschland bezeichnet.